# Scottish Division One 1931-1932
La Scottish Division One 1931-1932 è stata la 42ª edizione della massima serie del campionato scozzese di calcio, disputato tra l'8 agosto 1931 e il 30 aprile 1932 e concluso con la vittoria del Motherwell, al suo primo titolo.
Capocannoniere del torneo è stato William MacFadyen (Motherwell) con 52 reti.

## Classifica finale
Fonte:
|  | Pos. | Squadra             | Pt | G  | V  | N  | P  | GF  | GS  | QR    |
|  | ---- | ------------------- | -- | -- | -- | -- | -- | --- | --- | ----- |
|  | 1.   | Motherwell          | 66 | 38 | 30 | 6  | 2  | 119 | 31  | 3,839 |
|  | 2.   | Rangers             | 61 | 38 | 28 | 5  | 5  | 118 | 42  | 2,810 |
|  | 3.   | Celtic              | 48 | 38 | 20 | 8  | 10 | 94  | 50  | 1,880 |
|  | 4.   | Third Lanark        | 46 | 38 | 21 | 4  | 13 | 92  | 81  | 1,136 |
|  | 5.   | St. Mirren          | 44 | 38 | 20 | 4  | 14 | 77  | 56  | 1,375 |
|  | 6.   | Partick Thistle     | 42 | 38 | 19 | 4  | 15 | 58  | 59  | 0,983 |
|  | 7.   | Aberdeen            | 41 | 38 | 16 | 9  | 13 | 57  | 49  | 1,163 |
|  | 8.   | Hearts              | 39 | 38 | 17 | 5  | 16 | 63  | 61  | 1,033 |
|  | 9.   | Kilmarnock          | 39 | 38 | 16 | 7  | 15 | 68  | 70  | 0,971 |
|  | 10.  | Hamilton Academical | 38 | 38 | 16 | 6  | 16 | 84  | 65  | 1,292 |
|  | 11.  | Dundee              | 38 | 38 | 14 | 10 | 14 | 61  | 72  | 0,847 |
|  | 12.  | Cowdenbeath         | 38 | 38 | 15 | 8  | 15 | 66  | 78  | 0,846 |
|  | 13.  | Clyde               | 35 | 38 | 13 | 9  | 16 | 58  | 70  | 0,829 |
|  | 14.  | Airdrieonians       | 32 | 38 | 13 | 6  | 19 | 74  | 81  | 0,914 |
|  | 15.  | Morton              | 31 | 38 | 12 | 7  | 19 | 78  | 87  | 0,897 |
|  | 16.  | Queen's Park        | 31 | 38 | 13 | 5  | 20 | 59  | 79  | 0,747 |
|  | 17.  | Ayr Utd             | 29 | 38 | 11 | 7  | 20 | 70  | 90  | 0,778 |
|  | 18.  | Falkirk             | 27 | 38 | 11 | 5  | 22 | 70  | 76  | 0,921 |
|  | 19.  | Dundee Utd          | 19 | 38 | 6  | 7  | 25 | 40  | 118 | 0,339 |
|  | 20.  | Leith Athletic      | 16 | 38 | 6  | 4  | 28 | 46  | 137 | 0,336 |

Legenda:
      Campione di Scozia.
      Retrocesso in Division Two 1932-1933.
Regolamento:
Due punti a vittoria, uno a pareggio, zero a sconfitta.
A parità di punti, le posizioni in classifica venivano determinate sulla base del quoziente reti.